# NScripter
NScripter è un motore grafico scritto da Naoki Takahashi, ed è utilizzato per la creazione di visual novel. Grazie alla sua semplicità e alla sua licenza libera (pur non essendo un'open source, è consentito l'uso commerciale a titolo gratuito), è diventato rapidamente popolare in Giappone. È stato usato per un numero alto di prodotti commerciali e titoli dojin, come HaniHani e Tsukihime.

## Cloni e sviluppi software
L'originale NScripter è un progetto closed-source utilizzabile solo su Microsoft Windows. Tuttavia sono stati scritti un certo numero di cloni del motore.

### ONScripter
Il clone più noto di NScripter è il software libero di nome ONScripter. La sua popolarità tra le visual novel di diverso linguaggio è attribuita alla facilità di modificare il motore per supportare lingue diverse dal giapponese. Si sforza di mantenere la compatibilità con le visual novel designate per NScripter.
ONScripter si basa sulla libreria Simple DirectMedia Layer (SDL), e può quindi essere utilizzato per eseguire i giochi NScripter su piattaforme supportate dal SDL, come macOS, Linux, Dreamcast, PlayStation Portable e l'iPod.

#### ONScripter-EN
ONScripter-EN è una diramazione di ONScripter che è gestita separatamente dalla comunità inglese, in modo da introdurre più comodamente e facilmente dei miglioramenti adatti alla comunità stessa. Per esempio, ONScripter-EN supporta il cambio tra inglese e giapponese nel gioco, mentre il supporto-linguaggio di ONScripter deve essere determinato al momento della compilazione. Inoltre, per gestire al meglio il build system, che è stato ritenuto ingombrante, sono stati ristretti i requisiti del build, limitando l'out-of-the-box building solo al POSIX delle piattaforme conformi.
Questo motore è stato usato per numerose traduzioni, come le versioni inglesi di Narcissu e Tsukihime.

### Proportional ONScripter
PONScripter (abbreviazione di "Proportional-OnScripter") è un fork di ONScripter-EN. Il suo obiettivo principale è quello di fornire supporto ai progetti di traduzione, interessandosi soprattutto alle lingue occidentali. PONScripter ha fatto pesanti modifiche al codice di base di ONScripter-EN, ed è volutamente retrocompatibile.
PONScripter è stato originariamente gestito da Peter "Haeleth" Jolly. Da settembre 2009, è mantenuto da Mion dei Sonozaki Futago-tachi, il gruppo di traduzione di Higurashi no Naku Koro ni.
A differenza di ONScripter, PONScripter supporta nativamente i file di script codificato con UTF-8, così come un più ampio insieme di tipi di carattere (come i font proporzionali, i caratteri non TrueType, e i caratteri non latini), che permette di tradurre la maggior parte di visual novels basate su NScripter in qualsiasi lingua diversa dall'inglese (per esempio, il testo in cirillico non è correttamente visualizzato in ONScripter, e può mandare in crash il gioco).
Un'altra caratteristica introdotta da PONScripter è la formattazione del testo: ad esempio grassetto, sottolineato, cancellatura, colorazione, dimensione del carattere, e la crenatura.
WinKiller Studio, un gruppo di traduzione russo di visual novel ha pubblicato le versioni tradotte di Tokoyo no Hoshizora e Natsu no Hi no Resonance supportate da PONScripter, e Saya no uta sostenuta dal suo originale Nitro+ Engine.
Le note visual novel tradotte in inglese che usano PONScripter sono:
- Narcissu: Side 2nd[4]
- Ballad of an Evening Butterfly
- Saya no uta